# 张殿琳
张殿琳（1934年11月13日—），生于陕西三原，籍贯陕西临潼，中国物理学家，中国科学院物理研究所研究员。1956年毕业于西北大学物理系。2001年当选为中国科学院院士。